# امرسون ۸۲۲۵
سیارک ۸۲۲۵ (به انگلیسی: 8225 Emerson، نامگذاری:1996QC) هشت هزار و دویست و بیست و پنجمین سیارک کشف شده‌است که در ۱۶ اوت ۱۹۹۶ کشف شد.
قدر مطلق سیارک برابر ۱۲٫۴۰ است.